# 斯堪的纳维亚防御
斯堪的纳维亚防御（英語：Scandinavian Defense）是國際象棋的一種開局方式，走法為：
1.e4 d5
其防御最早紀錄可追溯到1497年，黑方策略是讓皇后出动迅速，但過早出動大子容易被攻擊，使用者不多。1914年亞歷山大·阿廖欣曾用此防禦弈和伊曼紐·拉斯克。
这个开局在《国际象棋开局百科全书》中被分类为B01代码。也被称为北欧防御，是现代象棋中记录的最早的由黑方开局。该防御的目标是阻止白方用兵控制棋盘中心，并形成开放局面，同时让黑方构建强大的兵线。